# 长舌茶竿竹
长舌茶竿竹（学名：Pseudosasa nanunica）为禾本科茶秆竹属下的一个种。

## 扩展阅读
- 維基物種上的相關：长舌茶竿竹